# Dirk Stermann

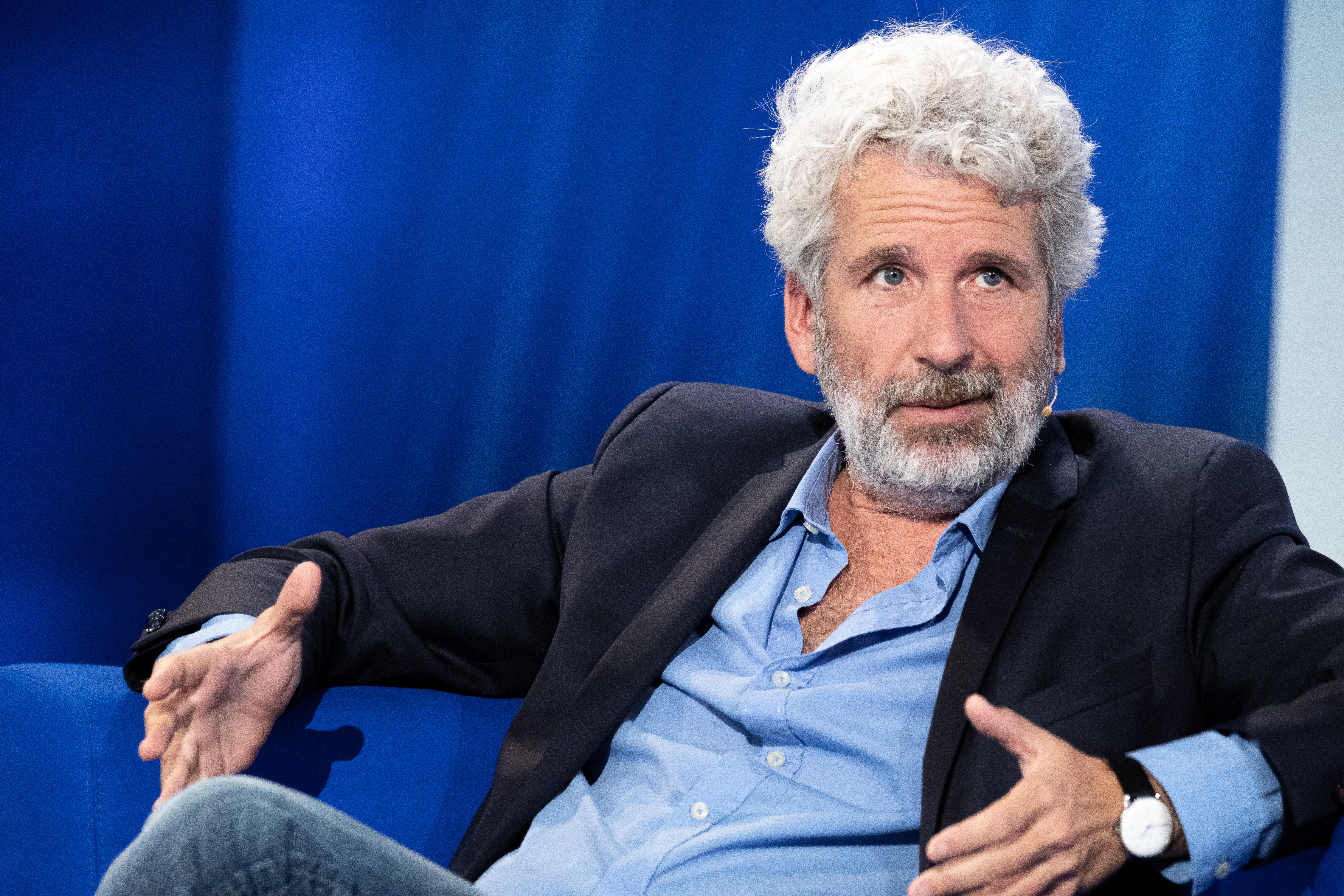
Dirk Stermann (2019)

Dirk Stermann (* 7. Dezember 1965 in Duisburg) ist ein deutscher Fernseh- und Radiomoderator, Kabarettist, Schauspieler und Schriftsteller. Er lebt und arbeitet seit 1988 in Österreich.

## Leben
Stermann wuchs in Ratingen als Sohn des Leiters der dortigen Stadtwerke auf. Er leistete nach seinem Abitur Zivildienst.  Anschließend wollte er Theaterwissenschaften in Deutschland studieren. Aufgrund seiner für den Numerus clausus nicht ausreichenden Abiturnote hätte er mehrere Jahre auf einen Studienplatz warten müssen. Daher entschied er sich, nach Wien zu gehen und dort Theaterwissenschaften und Geschichte zu studieren, was er aber abbrach.
Seit 1988 arbeitet er für den ORF; ab 1990 bildete er gemeinsam mit dem Österreicher Christoph Grissemann ein Duo, das schließlich als Stermann & Grissemann bekannt wurde. Die beiden gestalteten die Satire-Radiosendung Salon Helga im Rahmen der Ö3-Sendung ZickZack und ab 1995 auf FM4, ab 1995 moderierten sie außerdem auf FM4 die satirische Dating-Radiosendung Radio Blume. 1998 wurde er Kolumnist beim Männermagazin Wiener. Zwischen 1998 und 2011 arbeitete Stermann auch für Radio Eins und gestaltete dort gemeinsam mit Grissemann die Radiosendung Show Royale. Von 2004 bis 2013 moderierte er den Protestsongcontest im Wiener Rabenhof Theater. Seit 2007 moderiert er zusammen mit Christoph Grissemann die Talkshow Willkommen Österreich. Im Dezember 2012 moderierte er mit Grissemann die satirische Spielshow Keine Chance – Die Stermann gegen Grissemann Show.
In Stermanns Roman Sechs Österreicher unter den ersten fünf kommt ein Zahnarzt namens Dr. Braun de Praun aus Graz vor, der zum Auftragsdieb wird. Ein Grazer Zahnarzt gleichen Namens verklagte Stermann auf Schadenersatz, verlor jedoch in letzter Instanz (beim Obersten Gerichtshof).
Von 2015 bis 2017 moderierte Stermann im NDR Fernsehen fünf Episoden der Show Soul Kitchen – Die Geschichte eines Abends.
2019 veröffentlichte er den Historienroman Der Hammer über Joseph von Hammer-Purgstall. Im Oktober 2022 feierte er mit seinem ersten Solokabarett Zusammenbraut am Wiener Rabenhof-Theater Premiere.
Dirk Stermann hat eine Tochter und einen Sohn. Er ist Anhänger des MSV Duisburg.

## Werke (Auswahl)

### Bücher
Humor und Satire
- Einfach so. Gedichte und Erzählungen. Eigenverlag.
- Kurz & klein. Gedichte und Erzählungen. Zwiebelzwerg Verlag, Willebadessen / Düsseldorf 1989, ISBN 3-925323-40-6.
- mit Christoph Grissemann: Als wir noch nicht von Funk und Fernsehen kaputtgemacht geworden sind? (= Sumpfbuch. Band 6). Edition selene, Wien 1998, ISBN 3-85266-089-0.
- mit Christoph Grissemann: Immer nie am Meer (mit den geheimen Tagebüchern von Verona Feldbusch & Dieter Bohlen). 1.–2. Auflage. Edition selene, Wien 1999, ISBN 3-85266-115-3.
- mit Christoph Grissemann: Willkommen in der Ohrfeigenanstalt. Hoanzl, Wien 2002, ISBN 3-902309-01-6.
- mit Christoph Grissemann: Be Afraid, Honey … It’s FM4. Die geheimen Anstalts-Tagebücher. Edition selene, Wien 2004, ISBN 3-85266-256-7.
- mit Christoph Grissemann: Debilenmilch. Auf den Spuren des legendären Kaffeerösters Bruno A. Sauermann. 5. Auflage. Tropen Verlag, Berlin / Stuttgart 2009, ISBN 978-3-608-50401-9 (Erstausgabe:  2007).
- Eier. Czernin Verlag, Wien 2010, ISBN 978-3-7076-0321-7.
- mit Christoph Grissemann: Speichelfäden in der Buttermilch (= Gesammelte Werke. Band 1). Tropen Verlag, Stuttgart 2011, ISBN 978-3-608-50404-0.
- Stoß im Himmel: Der Schnitzelkrieg der Kulturen. Ullstein Verlag, Berlin 2013, ISBN 978-3-550-08034-0.

Kochbuch
- mit Christiane Kada: Frische Fische Kochen & Essen. Brandstätter Verlag, Wien 2012, ISBN 978-3-85033-625-3.

Kinderbuch
- Die Speibbanane. Hoanzl, Wien 2004, ISBN 3-902309-99-7.

Romane
- Sechs Österreicher unter den ersten fünf. Roman einer Entpiefkenisierung. Ullstein Verlag, Berlin 2010, ISBN 978-3-550-08835-3.
- Der Junge bekommt das Gute zuletzt. Rowohlt, Reinbek bei Hamburg 2016, ISBN 978-3-498-06438-9.
- Der Hammer. Rowohlt Verlag, Hamburg 2019, ISBN 978-3-498-04701-6.
- Maksym. Rowohlt Verlag, Hamburg 2022, ISBN 978-3-498-00267-1.
- «Mir geht’s gut, wenn nicht heute, dann morgen.» Dirk Stermann im Gespräch mit Erika Freeman. Rowohlt Verlag, Hamburg 2023, ISBN 978-3-498-00374-6.

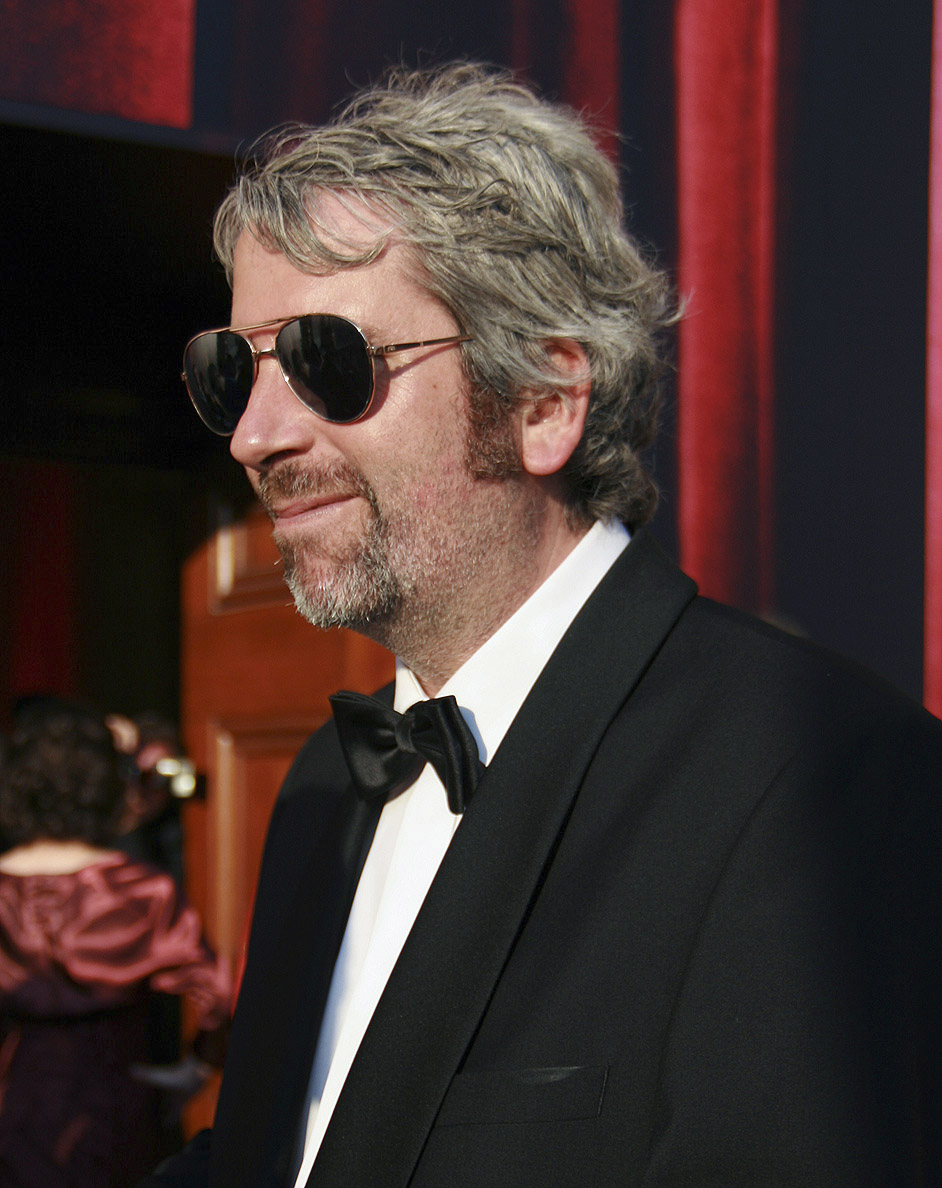
Dirk Stermann (2009)

### Filmauftritte
- Frau Pepi und die Buben (1996, Fernsehserie)
- Mah Jongg & Die Frisur des Paten (Ö 1996, Kurzfilm, Regie: Antonin Svoboda)
- Schöne Show (1997, Fernsehserie)
- Blech oder Blume (1997, Fernsehserie)
- Suite 16 (1998, Fernsehserie)
- Die kranken Brüder & ihre Schwestern (1999, Fernsehserie, 4 Folgen)
- Kulturkiste (2002, Fernsehserie)
- Silentium (Ö 2004, Regie: Wolfgang Murnberger, Gastauftritt als Zuhälter)
- Dorfers Donnerstalk (Ö 2004–2009, Fernsehserie, 33 Folgen)
- Immer nie am Meer (Ö 2007, Regie: Antonin Svoboda)
- Import Export (Ö 2007, Regie: Ulrich Seidl, Gastauftritt als Bewerbungsberater)
- Im Anschluss: Neues aus Waldheim (Ö 2008, Fernsehserie, 1 Folge)
- Winterkartoffelknödel (D 2014, Regie: Ed Herzog, Gastauftritt)
- Drei Eier im Glas (Ö 2015, Regie: Antonin Svoboda)
- Die Migrantigen (Ö 2017, Regie: Arman T. Riahi)
- Tatort: Was ist das für eine Welt (Ö 2023)
- SOKO Donau/SOKO Wien – Die 3 Säulen des Erfolgs (Fernsehserie, Ö 2024)

### Hörbücher
- mit Christoph Grissemann: Das Ende zweier Entertainer. Live-Mitschnitt Audimax Uni Wien, 1. Mai 1999. Hoanzl, Wien 1999, ISBN 3-900625-15-8 (2 CDs; Lizenz der Edition selene).
- mit Christoph Grissemann: Karawane des Grauens. Live-Mitschnitt aus dem Audimax Wien, Dezember 2000. Hoanzl, Wien 2000, ISBN 3-900625-16-6 (2 CDs).
- mit Christoph Grissemann: Willkommen in der Ohrfeigenanstalt. Live-Mitschnitt aus dem Vindebona Wien, Juni 2003. Hoanzl, Wien 2003, ISBN 3-902309-83-0 (2 CDs).
- Stermann liest Morgenstern. Ein akustischer Gedichtband mit Poesie von Christian Morgenstern und Musik von Alexander Hochenburger. 2006.
- (mit David Schalko, Christoph Grissemann, Josef Hader): Wir lassen uns gehen. Livemitschnitt aus dem Wiener WUK Dezember 2007. Universal Music Austria, Wien 2009, ISBN 978-3-9502651-2-5 (2 CDs).
- 6 Österreicher unter den ersten 5. Roman einer Entpiefkenisierung. Hörbuch Hamburg, Hamburg 2011, ISBN 978-3-89903-335-9 (4 CDs, ca. 290 Min.).

## Auszeichnungen
- 2024: Salzburger Stier[11]